# Ludwig Pfau

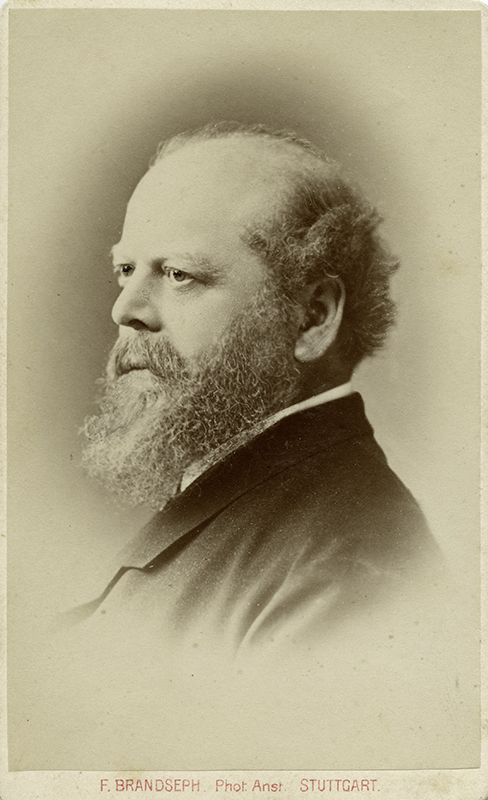
Ludwig Pfau

Karl Ludwig Pfau (* 25. August 1821 in Heilbronn; † 12. April 1894 in Stuttgart) war ein deutscher Schriftsteller, Publizist und Revolutionär. Er war zur Zeit der Märzrevolution 1848 Herausgeber der Satirezeitschrift Der Eulenspiegel und im Vorstand des württembergischen Landesausschusses. Aufgrund seines politischen Wirkens musste er nach dem Scheitern der Märzrevolution ins Ausland fliehen. Ab 1852 lebte er in Paris, wo er sich einen Namen als Übersetzer und Kunstkritiker machte. In Folge einer Amnestie 1863 nach Württemberg zurückgekehrt, gehörte er zu den Gründern der Demokratischen Volkspartei, der er im Parteiorgan Beobachter eine publizistische Stimme gab. Pfau geriet auch in späteren Jahren aufgrund seiner politischen Einstellungen in Konflikt mit dem württembergischen Staat und musste mehrere Haftstrafen verbüßen.

## Leben

### Jugendjahre
Ludwig Pfau war der älteste Sohn des Heilbronner Gärtners Philipp Pfau (1794–1852), der zwar als einziger in Heilbronn Gewächshäuser besessen haben soll und für den Fabrikanten Gustav Schaeuffelen die Heilbronner Bleichinsel bepflanzte, aber dennoch in ärmlichen Verhältnissen lebte. Der Familie wurden innerhalb von zwanzig Jahren fünf Kinder geboren, wovon drei Söhne und eine Tochter das Erwachsenenalter erreichten.
Nach dem Besuch des Heilbronner Karlsgymnasiums sollte Ludwig einem Wunsch der Eltern folgend Theologie in Tübingen studieren, entschied sich aber nach Beendigung des Gymnasiums für den Eintritt in die elterliche Gärtnerei. 1839 wechselte er als Volontär in eine Gärtnerei nach Corbeilles bei Paris, deren Inhaber ein Geschäftsfreund von Pfaus Vater war. Der Vater arrangierte danach eine weitere Stelle in Lüttich, die Ludwig Pfau jedoch nicht mehr antrat, da ihn der Gärtnerberuf zu langweilen begann. Er ging nach Paris, wo er sich für Kunst und Literatur interessierte. Seinen Lebensunterhalt bestritt er mit Porträtzeichnungen und dem Kolorieren botanischer Bücher, nachdem die Eltern ihre Zuwendungen aufgrund seines Lebenswandels eingestellt hatten. 1839 erlebte Pfau in Paris nach eigenen Aussagen auch die erste Vorführung einer Fotografie von Louis Daguerre mit.
1841 kehrte er, gezwungen durch die Wehrpflicht, nach Heilbronn zurück und arbeitete erneut im elterlichen Betrieb. Zu jener Zeit lernte er Minna Widmann kennen, Tochter des Fabrikanten Johann Jakob Widmann, der er zahlreiche Gedichte und Lieder widmete. Ein Liebesverhältnis mit ihr blieb Pfau jedoch verwehrt: Die Eltern Widmann sandten das junge Mädchen in ein Pensionat in der Schweiz, während Pfau unterdessen in Tübingen ein Studium der Philosophie begann. Während seines Studiums wurde er 1844 Mitglied der Burschenschaft Walhalla Tübingen. Friedrich Theodor Vischer machte Pfau dort mit den Ideen Hegels bekannt. Pfau und Vischer hatten zunächst ein enges Verhältnis, entfremdeten sich jedoch im Laufe der Zeit aufgrund ihrer unterschiedlichen politischen Ansichten. Pfau gab sich zudem der Bohème hin und weilte mit Hermann Kurz häufig in Karlsruhe, wo er schriftstellerische Aufträge erledigte. Über seinen Antrieb schrieb er 1847 an Justinus Kerner: „…unsereins muß sich selbst auf die Beine machen, wenn es von der Fremde etwas profitieren will.“

### Märzrevolutionär
1847 immatrikulierte sich Pfau an der Universität Heidelberg, wo er Vorträge von Hermann Hettner und Jakob Moleschott hörte. Über Hermann Kurz kam Pfau in Heidelberg in Kontakt zur badischen Opposition, deren Treffen er regelmäßig aufsuchte und deren Fliegende Blätter er mit verfasste. In jene Zeit der Politisierung fällt die Veröffentlichung von Pfaus erstem Gedichtband, der jedoch noch keine politische Gesinnung erahnen lässt.
Ende des Jahres 1847 zog er nach Stuttgart. Zusammen mit Hermann Kurz hatte er den Plan erörtert, ein politisch-satirisches Karikaturenblatt herauszugeben. Im Januar 1848 erschien Der Eulenspiegel wie beabsichtigt zum ersten Mal. Der Eulenspiegel wurde ein bedeutendes Organ der Märzrevolution. Der Württembergische Landesausschuss wählte Pfau zum Vorstandsmitglied. Der Landesausschuss konnte, nicht zuletzt durch die publizistische Rückendeckung im Eulenspiegel, zunächst einige politische Erfolge erzielen, darunter die Annahme der Grundrechte und der Landesverfassung durch den württembergischen König. Der württembergische Staat ging jedoch alsbald gegen den Landesausschuss und seine Mitglieder vor. Nach einer Anklage wegen Hochverrats flüchtete Pfau zunächst ins badische Heidelberg. Dort trug man ihm auf, mit den badischen und württembergischen Bürgerwehren von Wimpfen aus nach Nordwürttemberg einzufallen. In Wimpfen traf Pfau letztmals auf seinen Vater, der wegen wirtschaftlicher Schwierigkeiten seinen Betrieb verkaufen musste und nach Nordamerika auswanderte, wo er 1852 verarmt starb. Das gleiche Schicksal ereilte wenig später auch Pfaus Jugendliebe Minna Widmann.
Als das Scheitern der Märzrevolution offenkundig wurde, floh Pfau mit der Schwäbischen Legion in die Schweiz. Dort hielt er sich zunächst in Zürich auf, wechselte wegen der nur für einen Monat gültigen Aufenthaltsgenehmigung jedoch häufig seinen Aufenthaltsort. In der Schweiz erschien im Dezember 1849 im Eulenspiegel sein Gedicht „Badisches Wiegenlied“, das eine Anklage gegen die preußische Militärjustiz in Baden enthielt. Es fand zeitweilig Verbreitung, in den 1960er Jahren sollte es vertont in der DDR und in der westdeutschen Folkbewegung aufgegriffen und bekannt werden. 1850 folgten die Sonette für das deutsche Volk auf das Jahr 1850, in denen er der reaktionären deutschen Obrigkeit Rache schwor. Am 25. September 1850 wurde er vom Esslinger Schwurgericht in Abwesenheit wegen Beleidigung der badischen Staatsregierung in der Ausgabe des Eulenspiegel vom 23. Juni 1849 zu drei Monaten Festungshaft, einer Geldbuße von 25 fl. sowie zur Übernahme der Prozesskosten verurteilt.

### Exil in Frankreich
Anfang 1852 beschloss der Regierungsrat des Kantons Bern auf Antrag der Polizeidirektion, Ludwig Pfau zusammen mit fünf anderen Personen (darunter Wilhelm Loewe) wegen „Einmischung in die berner politischen Verhältnisse“ des Landes zu verweisen. Daraufhin floh er weiter nach Frankreich. In Paris verdingte er sich zunächst in einer Guttaperchafabrik, bevor er seine 1841 abgebrochenen Kunststudien wieder aufnahm. Später wurde er redaktioneller Mitarbeiter bei Le Temps und ab den späten 1850er Jahren war er auch als Übersetzer tätig. Zu den von ihm übersetzten Werken zählen Schriften von Pierre-Joseph Proudhon und Claude Tillier. Pfaus Übersetzung von Tilliers Mon Oncle Benjamin trug maßgeblich zur Wiederentdeckung Tilliers bei.
Mit Proudhon befreundete sich Pfau, übersetzte ihn autorisiert und veröffentlichte ausführliche Artikel über ihn. In einigen Ländern des Deutschen Bundes erregten Pfaus Proudhon-Übersetzungen allerdings vor allem deshalb Aufsehen, weil sie sofort nach dem Erscheinen von Zensur und Verbot betroffen waren. Pfau wurde zeitweise selbst als „der schwäbische Proudhon“ bezeichnet.
Pfaus Gedichte wurden 1858 neu aufgelegt und erfuhren großes Interesse, 1859 wurde sein Schillerlied bei der deutschen Exilantenfeier zum 100. Geburtstag Schillers in Paris von Giacomo Meyerbeer vertont. Doch während Pfaus Ruf als Lyriker wuchs, hatte sich dieser bereits von der Lyrik ab- und der Publizistik zugewandt.
Im Exil in Paris fand Pfau engen Kontakt zu anderen Exilanten wie Ludwig Bamberger und Moritz Hartmann. Gemeinsam mit Hartmann übersetzte Pfau eine Reihe von bretonischen Volksliedern. Die Exilfreunde brachten Pfau auch die ästhetische Kunstkritik nahe, der sich Pfau ab etwa 1860 verstärkt widmete, u. a. mit einer ausführlichen Studie über die belgische Malerei..

### Publizist der Volkspartei
Nach einer Amnestie konnte er 1863 nach Württemberg zurückkehren, wo er sogleich wieder Kontakt mit den einstigen Weggefährten Julius Haußmann und Karl Mayer aufnahm, mit denen er 1864 die Demokratische Volkspartei gründete. Er betätigte sich in Stuttgart auch weiterhin publizistisch für den Beobachter, das Presseorgan der Volkspartei. Pfau setzte sich für eine Einigung Deutschlands ein, doch dürfe diese nicht mit einer Vorherrschaft Preußens einhergehen. Während des Deutsch-Dänischen Krieges sprach er sich im April 1864 für eine Beendigung von Preußens staatlicher Existenz aus:

„Ohne die Auflösung Preußens in seine Stämme ist die Bildung eines einigen und freien Deutschland eine absolute Unmöglichkeit. Ceterum censeo Borussiam esse delendam.“

Pfaus Wahlaufrufe und Grundsatzartikel im Beobachter trugen wesentlich zum Wahlerfolg der Volkspartei 1868/69 bei. Für französische und deutsche Zeitungen verfasste er auch erneut Schriften zur Kunstkritik, wofür er sich auch weiterhin häufig in Paris aufhielt und von dort u. a. für die Frankfurter Zeitung berichtete. Dort wurde er bei Ausbruch des Deutsch-Französischen Krieges 1870/71 ausgewiesen. In seinen Publikationen war Pfau ein scharfer Gegner der Bismarckschen Kriegspolitik.
Wegen seines politischen Engagements in Form einer sich gegen die preußische Regierung richtenden Polemik in der Frankfurter Zeitung geriet Pfau 1879 erneut in Konflikt mit der Staatsmacht und musste für drei Monate ins Zellengefängnis Heilbronn, wo sich der Gefängnisdirektor Karl von Köstlin für ihn einsetzte, so dass man Pfau eine gemütliche Zelle mit Polstermöbeln einrichtete und ihm verschiedene sonstige Haftauflagen erließ.
In den frühen 1880er Jahren musste Pfau wegen seiner frankreichfreundlichen Haltung in der Frage nach der Amtssprache im elsass-lothringischen Landesausschuss nochmals eine vierwöchige Haftstrafe in Stuttgart antreten. Bei seiner Haftentlassung schlug Pfau eine große internationale Welle der Sympathie entgegen.
Zum 70. Geburtstag schrieb ihm der Landesausschuss der DVP:

„Hochgeehrter Freund! Im Namen der Demokratie unseres Landes, in deren Reihen Sie als einer der treuesten, uneigennützigsten und zielbewußtesten Führer ein halbes Jahrhundert lang gekämpft haben, im Namen der schwäbischen Volkspartei, deren lebenskräftige Organisation Sie vor 25 Jahren begründen halfen und die stolz darauf ist, sich ein Gepräge Ihres Geistes bewahrt zu haben, sprechen wir Ihnen, dem verdienstvollen Mitglied des Landesausschusses, an dem schönen Feste Ihres 70. Geburtstages den wärmsten Glückwunsch und den aufrichtigsten Dank für die bedeutende und fruchtbare Förderung aus, welche die Sache des politischen und menschlichen Fortschritts durch Ihre kraftvolle Mitarbeit erfahren hat und noch erfährt.“

### Lebensende
In seinen letzten Jahren litt Pfau unter großen gesundheitlichen Einschränkungen, da sein Augenlicht und sein Gehör nachließen. Er verbrachte die meiste Zeit zurückgezogen in Stuttgart. Wenn er sich dennoch in Gesellschaft begab, war er meist schweigsam und in sich gekehrt, was ihm den Spottnamen des Schweigers einbrachte. Am 12. April 1894 verstarb er in Stuttgart an den Folgen eines fünf Tage zuvor an seinem Schreibtisch erlittenen Schlaganfalls.
Am 15. April fand unter großer Anteilnahme auf dem Stuttgarter Pragfriedhof eine Trauerfeier statt, bei der Conrad Haußmann die Trauerrede hielt. Anschließend versammelten sich seine Freunde im Mozartsaal der Liederhalle; hier hielt Oberbürgermeister Emil von Rümelin eine Rede: „Wir haben eben einen der letzten Schwaben von großem Wurfe begraben. Weihen wir ein stilles Glas ihm, der Geistesquadern gefördert hat, die auszuhauen uns, den Epigonen auf dem Gebiete des öffentlichen Lebens wie in Kunst und Wissenschaft, überlassen ist, wenn auch unsere schwachen Kräfte dazu kaum hinreichen. Weihen wir ihm, dem edelsten Schwaben der Neuzeit, ein stilles Glas!“ Am folgenden Tag fand im Heidelberger Krematorium die Einäscherung statt, bei der Verwandte, Freunde und Freundinnen zugegen waren, darunter seine Schwester. Die Urne aus schwarzem Marmor, die seit der Überführung aus Heidelberg im Hause des Kaufmannes Ostertag aufbewahrt worden war, wurde am 29. April 1894 in Pfaus Geburtsstadt Heilbronn, deren Ehrenbürger er war, beigesetzt.

## Werk
Ludwig Pfau hat vor allen Dingen mit seiner politischen Lyrik Bedeutung erlangt. Zu seinen bekanntesten Gedichten zählen Herr Biedermeier, Die deutschen Flüchtlinge, Zum 18. März 1848, Lied vom Gottesgnadenfritz, Badisches Wiegenlied, und 1849. Darüber hinaus ist er auch mit kunstkritischen Schriften in Erscheinung getreten. Seine in verschiedenen Zeitungen publizierte Korrespondenz aus Paris bezeichnete Theodor Heuss als literarisch das munterste, was er geschrieben hat.
Magnis superbus – parvis modestus, „Stolz gegenüber den Großen – bescheiden gegenüber den Kleinen“, war Pfaus Motto, das in seine Taschenuhr graviert war und als Titelvignette auf einigen seiner Bücher erschien, kreisförmig angeordnet um einen Pfau mit gespreizten Schwanzfedern.
Im Jahre 1889 mischte sich Pfau in das Vorhaben zur Errichtung des Kaiser-Wilhelm-I.-Denkmals in Heilbronn ein. Mit dem Entwurf war der Bildhauer Wilhelm von Rümann beauftragt, der das Denkmal nach Pfaus Ideen gestaltete. Das Denkmal wurde am Sedantag 1893 feierlich enthüllt.

## Auszeichnungen und Ehrungen
- 1891: Ehrenbürger von Heilbronn
- 1900: (Nicht ausgeführtes) Ludwig-Pfau-Denkmal[23]

Anlässlich seines 200. Geburtstages widmete das Stadtarchiv Heilbronn Ludwig Pfau im Jahr 2021 allmonatlich einen Videoclip, der durch einen Blogbeitrag ergänzt wurde.

## Werke
- Gedichte, 1847.
- Stimmen der Zeit. Vierunddreißig alte und neue Gedichte, 1848.
- Sonette für das deutsche Volk auf das Jahr 1850, 1851.
- Ein Beitrag zur Lösung der deutschen Frage, 1864.
- Freie Studien, 1866.
- Kunstgewerbliche Musterbilder aus der Wiener Weltausstellung, 1874.
- Das preußische Regiment, 1877.
- Kunst und Gewerbe. Ebner & Seubert, Stuttgart 1877, S. 352 (nbn-resolving.org).
- Theokratisches Kirchenthum und autokratische Justiz. Ein Gotteslästerungs-Prozess vor dem Schwurgericht in Esslingen, 1877.
- Historisch-philosophische Betrachtungen eines Reichswählers, 1881.
- Ausgewählte Werke, 1884 ff.
- Zur Charakteristik des Herrn Lübke, 1884.
- Der Pressprozess des „Staatsanzeiger für Württemberg“ gegen Ludwig Pfau, 1885.
- Politisches und Polemisches. Aus den nachgelassenen Schriften von Ludwig Pfau, hrsg. v. Ernst Ziel, 1895.
- Ausgewählte Gedichte, hrsg. v. Ernst Ziel, 1898.

### Übersetzungen
- Pierre Lachambeaudie: Hundert Fabeln, 1856, 2. Aufl. 1863.
- Pierre-Joseph Proudhon: Die Gerechtigkeit in der Revolution und in der Kirche, 1858.
- Claude Tillier: Mein Onkel Benjamin, 1866, 2. Aufl. 1876.

### Neuere Ausgaben
- Freie Studien, Preußisches Regiment, Theokratisches Kirchentum und autokratische Justiz. Hrsg. und eingeleitet von Heiner Jestrabek. Freiheitsbaum edition Spinoza, Reutlingen 2021, ISBN 978-3-922589-72-3.
- „Freiheit ist das schönste Fest.“ Zeit und Sinngedichte. Hrsg. und mit Nachwort von Erhard Jöst. Günther Emigs Literaturbetrieb, 2020, ISBN 978-3-948371-67-8.
- Ausgewählte Werke. Hrsg. von Rainer Moritz. Silberburg-Verlag, Tübingen/Stuttgart 1993, ISBN 3-87407-155-3.
- Günther Emig: Vertonte Gedichte von Ludwig Pfau. Bibliographie. Heilbronn 1994 (= Ludwig-Pfau-Blätter. 3).
- Das von Erhard Jöst gegründete Kabarett-Ensemble Die GAUwahnen veröffentlichte 2002 Gedichte und Lieder von Ludwig Pfau, eingebettet in eine Rahmenhandlung, auf der CD Die GAUwahnen. Kraft und Leben!